# Леонтьев, Владимир Александрович (советский деятель)
Владимир Алексеевич Леонтьев — советский хозяйственный, государственный и политический деятель.

## Биография
Родился в 1903 году в Саратове. Член КПСС.
С 1918 года — на хозяйственной, общественной и политической работе. В 1918—1984 гг. — член сельскохозяйственной коммуны, руководитель заготовок хлеба а глубинных пунктах Самарской губернии, курсант Московской военно-инженерной школы, войсковой командир, слушатель Военно-инженерной академии РККА имени В. В. Куйбышева, контролер в аппарате Комитета обороны, заместитель наркома Госконтроля СССР, заместитель начальника, начальник Управления по восстановлению г. Севастополя при Совете Министров СССР, ответработник в аппарате Совета Министров СССР, начальник хозяйственного управления Совета Министров СССР.
Умер в Москве в 1984 году.